# Лантратовский сельский совет (Ахтырский район)
Лантратовский сельский совет (укр. Лантратівська сільська рада) входит в состав Ахтырского района Сумской области Украины.
Административный центр сельского совета находится в 
с. Лантратовка.

## Населённые пункты совета
- с. Лантратовка
- с. Духовничее
- с. Новопостроенное